# Makochyne
Makochyne (en ukrainien : Макошине) ou Makochino (en russe : Макошино) est une commune urbaine de l'oblast de Tchernihiv, en Ukraine. Sa population s'élevait à 1 850 habitants en 2024.

## Géographie
Makochyne est située sur la rive droite de la rivière Desna.

## Population
- 2018 : 2212
- 2021 : 2106[1]